# Gare d’Égletons
Gare d’Égletons vasútállomás Franciaországban, Égletons településen.

## Vasútvonalak
Az állomást az alábbi vasútvonalak érintik:
- Tulle–Meymac-vasútvonal

## Kapcsolódó állomások
A vasútállomáshoz az alábbi állomások vannak a legközelebb:
- Gare de Corrèze
- Gare de Meymac
- Gare de Montaignac-Saint-Hippolyte